# San Sebastiano al Vesuvio
San Sebastiano al Vesuvio ist eine Gemeinde mit 8633 Einwohnern (Stand 31. Dezember 2023) in der Metropolitanstadt Neapel, Region Kampanien.
Die Nachbarorte von San Sebastiano al Vesuvio sind Cercola, Ercolano, Massa di Somma, Neapel und San Giorgio a Cremano.

## Bevölkerungsentwicklung
San Sebastiano al Vesuvio zählt 3109 Privathaushalte. Zwischen 1991 und 2001 stieg die Einwohnerzahl von 9486 auf 9849. Dies entspricht einem prozentualen Zuwachs von 3,8 %.